# Cantonul Saint-Joseph-2
Cantonul Saint-Joseph-2 este un canton din arondismentul Saint-Pierre, Réunion, Franța.